# 道の駅たいじ
道の駅たいじ（みちのえき たいじ）は、和歌山県東牟婁郡太地町大字森浦にある国道42号の道の駅である。

## 概要
太地町は捕鯨の歴史を持つため、レストランでは様々な鯨肉料理が提供される。道の駅たいじのマークも、海上に顔を出すクジラが描かれている。また、道の駅として「日本一綺麗なトイレ」をコンセプトに設計されており、落ち着いた色調の内装やゆとりのある空間が採用されている。
地域活性化の拠点として、国土交通省は当道の駅を「重点 道の駅」として選定している（クジラの町の歴史・文化の情報発信、森浦湾で進められる「森浦湾鯨の海構想」の情報提供）。なお、選定時点で、現在駅名となっている「たいじ」は仮称となっていた。

## 施設
- 駐車場 57台
  - 大型車 5台
  - 小型車 50台
  - 身障者用 2台
- トイレ 18器
  - 男 8器
  - 女 7器
  - キッズトイレ 2器
  - 多目的トイレ 1器
- 地域振興施設
  - フードコート（7:00 - 16.30）
  - 直売所（9:00 - 17:00、7月から9月は18時まで延長）
- 道路情報発信・トイレ棟
  - 休憩コーナー
  - 情報コーナー

### 管理団体
- 設置者：太地町
- 指定管理者：太地町漁業協同組合[3]

## 休館日
- 年中無休（別途休館日の設定あり）

## アクセス
- 国道42号 - 登録路線
- 西日本旅客鉄道（JR西日本）紀勢本線（きのくに線） 太地駅より太地町町営じゅんかんバスで「道の駅 たいじ」バス停下車。